# Vicky Kaushal
Vicky Kaushal (Bombay, 16 mei 1988), is een Indiaas acteur die met name in de Hindi filmindustrie actief is.

## Biografie
Kaushal begon zijn filmcarrière door te werken als regieassistent van Anurag Kashyap in het tweedelige misdaaddrama Gangs of Wasseypur (2012). Daarna speelde hij kleine rollen in Kashyap's producties Luv Shuv Tey Chicken Khurana (2012) en Bombay Velvet (2015), en de korte film Geek Out (2013). Kaushal's eerste hoofdrol was in Masaan (2015). Kaushal kreeg in 2018 bredere bekendheid met bijrollen in de best scorende drama's Raazi en Sanju. Hij werd veelgeprezen om zijn rol als legerofficier in de oorlogsfilm Uri: The Surgical Strike (2019). Kaushal kreeg nog meer lof voor zijn vertolking van Udham Singh in de biopic Sardar Udham (2021).
Naast zijn acteercarrière is Kaushal ook actief in liefdadigheidswerk en steunt een aantal doelen die verband houden met milieubescherming en vrouwenrechten. Kaushal huwde in 2021 actrice Katrina Kaif. Tevens is hij de broer van Sunny Kaushal.

## Filmografie

### Films
| Jaar | Film                               | Rol                              | Opmerking                       |
| ---- | ---------------------------------- | -------------------------------- | ------------------------------- |
| 2012 | Gangs of Wasseypur                 |                                  | regieassistent                  |
| 2012 | Luv Shuv Tey Chicken Khurana       | jonge Omi                        |                                 |
| 2013 | Geek Out                           | Geek                             | korte film                      |
| 2015 | Bombay Velvet                      | Basil                            |                                 |
| 2015 | Masaan                             | Deepak Kumar Chaudhary           |                                 |
| 2016 | Zubaan                             | Dilsher                          |                                 |
| 2016 | Raman Raghav 2.0                   | Raghavan Singh Umbi              |                                 |
| 2018 | Love per Square Foot               | Sanjay Kumar Chaturvedi          |                                 |
| 2018 | Raazi                              | Iqbal Syed                       |                                 |
| 2018 | Lust Stories                       | Paras Upadhyay                   | Karan Johar's verhaal           |
| 2018 | Sanju                              | Kamlesh Kanhaiyalal Kapasi       |                                 |
| 2018 | Manmarziyaan                       | Vicky Sandhu                     | ook zanger nummer "F For Fyaar" |
| 2019 | Uri: The Surgical Strike           | Vihaan Singh Shergill            |                                 |
| 2020 | Bhoot – Part One: The Haunted Ship | Prithvi Prakashan                |                                 |
| 2021 | Sardar Udham                       | Udham Singh                      |                                 |
| 2022 | Govinda Naam Mera                  | Govinda Waghmare                 |                                 |
| 2023 | Almost Pyaar with DJ Mohabbat      | DJ Mohabbat                      | gastoptreden                    |
| 2023 | Zara Hatke Zara Bachke             | Kapil Dubey                      |                                 |
| 2023 | The Great Indian Family            | Ved Vyas Tripathi (Bhajan Kumar) |                                 |
| 2023 | Sam Bahadur                        | Sam Manekshaw                    |                                 |
| 2023 | Dunki                              | Sukhi                            | gastoptreden                    |
| 2024 | Bad Newz                           | Akhil Chadha                     |                                 |
| 2025 | Chhaava                            | Chhatrapati Sambhaji Maharaj     |                                 |
| 2025 | Kesari Chapter 2                   |                                  | buitenbeeldseverteller          |

### Televisie
| Jaar | Serie                          | Rol              | Opmerking         |
| ---- | ------------------------------ | ---------------- | ----------------- |
| 2018 | 25ste Screen Awards            | mede-presentator |                   |
| 2019 | Zee Cine Awards 2019           | mede-presentator |                   |
| 2019 | 64ste Filmfare Awards          | mede-presentator |                   |
| 2020 | 65ste Filmfare Awards          | mede-presentator |                   |
| 2021 | Into The Wild With Bear Grylls | gast             | seizoen 1, Afl. 2 |

### Muziekvideos
| Jaar | Nummer            | Zanger(s)            |
| ---- | ----------------- | -------------------- |
| 2019 | Pachtaoge         | Arijit Singh         |
| 2020 | Muskurayega India | Vishal Mishra        |
| 2023 | Bhide             | Arijit Singh, Divine |